# Peltaster hedyotidis
Peltaster hedyotidis är en svampart som beskrevs av Syd. & P. Syd. 1917. Peltaster hedyotidis ingår i släktet Peltaster, klassen Dothideomycetes, divisionen sporsäcksvampar och riket svampar.   Inga underarter finns listade i Catalogue of Life.